# Tessel·lació triangular elongada
En geometria, la tessel·lació triangular elongada és una tessel·lació semiregular del pla euclidià. Hi ha tres triangles i dos quadrats en cada vèrtex. Té un símbol de Schläfli de {3,6}:e.
Conway l'anomena quadrilla isoxata.
Hi ha tres tessel·lacions regulars i vuit semiregulars del pla. Aquesta tessel·lació és similar a la tessel·lació quadrada xata que també té tres triangles i dos quadrats en cada vèrtex, però en un ordre diferent.